# جعفرقلی زنگلی
جعفر قلی زنگلی  (متولد روستای گوگانلو ، شهرستان قوچان) متخلص به (جعفرقلی، جعفر، جعفرقلی بیچاره، جعفرقلی عندلیب، جعفرقلی مختار) معروف به ملک‌الشعرای کرمانج، شاعر و عارف معاصر کرمانج است.

## زندگی
جعفرقلی زنگلی در روستای گوگان قدیم و در خانواده‌ای روستایی از ایل کرد زنگلانلو به دنیا آمد. پدرش (ملا رضا قلی) در دوران کودکی او درگذشت و عمویش با مادر بیوه او ازدواج کرد و سرپرستی‌اش را به عهده گرفت.
جعفر قلی در کودکی از مکتب خانه گریزان بود و لذا در دوران جوانی سواد نداشته‌است، چنان‌که خود می‌گوید مه‌له نینم، خود به‌ندِم، وه سیی جِزمی قورئانی یعنی:ملا نیستم، شاعر هستم، قسم به سی جزء قرآن اما احتمالاً در اواخر عمر خواندن و نوشتن را آموخته بوده‌است چنان‌که در شعر ترکی (گیتدی جعفریم) می‌گوید:
| چاپقون آلدی سنون ال وایاغین |  | خزان و روب ویران ایلدی باغین |
| قلم چالان اوخطیله برماغین   |  | قرآن و کتابون، قالدی جعفریم  |

معنی:
| سوز و سرما دست و پایت را ز کار انداخت   |  | خزان زد و باغت را ویران ساخت                |
| انگشتانی که با آن قلم می‌گرفتی و می‌نوشتی |  | با آن قرآن و کتابهایت، از تو بجا ماند جعفرم |

هر چند می‌توان در مورد سواد جعفر قلی شک کرد اما تبحر و آشنایی او را با زبان‌های کرمانجی، ترکی، عربی و فارسی نمی‌توان زیر سؤال برد. چنان‌که در شعر معروف (دلوه‌رامِن) در برخی از لنگه‌ها یک مصراع ترکی، یک مصراع کردی و مصراع دیگر آن فارسی است.

## عشق و اشراق
جعفرقلی در اوایل جوانی عاشق دختری به نام مِلواری (به فارسی:مروارید)می‌شود که نام او را در بسیاری از اشعارش آورده‌است. این عشق مسیر زندگی او را عوض می‌کند همچنان‌که در زندگی بسیاری از عرفا حادثه عشق، نقش بیدارکنندگی داشته‌است. اگر چه اطلاعات چندانی دربارهٔ ملواری در دست نیست، اما برخی او را دختر عموی جعفرقلی دانسته‌اند و برخی معتقدند وجود خارجی ندارد و نام او در اشعار جعفر قلی سمبل عشق آسمانی است.
| اول ژه خوداوه‌ند، دوم ژه عباس  |  | ملواریی تا لیوی قه‌وری ده خازم  |
| ده‌لیل گومراهان یا خضر و الیاس |  | یا ملواریی‌خا، یا سه‌وری ده خازم |

معنی:
| اول از خداوند، دوم از عباس   |  | تا به لب گور هم، ملواری را می‌خواهم |
| دلیل گمراهان، یا خضر و الیاس |  | یا ملواریم را، یا صبر می‌خواهم      |

جعفر قلی در دوران جوانی به گله داری می‌پرداخت و به همراه گله‌های خود در کوه و دشت روان بود تا اینکه روزی با شنیدن صدای دلنشین دوتار کولی‌ها به سوی چادر آن‌ها روان می‌شود و یکی از بزهای خود را با یک دوتار معاوضه می‌کند. در بازگشت به روستا، عمویش که سرپست او بوده از این اتفاق ناراحت می‌شود و او را مجبور می‌کند تا دوتار را پس بدهد و بز را بازگرداند. این اتفاق جعفر قلی را به شدت ناراحت می‌کند و او در آرزوی به دست آوردن دوتار می‌ماند. تا این که شبی در عالم خواب دوتاری به او مرحمت می‌شود و این خواب باعث آغاز اشراق و شیدایی او می‌شود چنان‌که خود می‌گوید:
| شه‌وی چووی وه خه‌وی‌دا، دانه من وی دوتاری  |  | شه‌وی ئاخر چارشه‌میی، که تم‌وه وی ئازاری     |
| من گه‌راندن شهر وه شهر، برنه خیوه بوخاری |  | په رده هاته هلانین، من دیی رووی گل ئوزاری |
| می‌نالی وی سه‌نه‌می، نه‌دیی له تو دبیاری    |  |                                           |

معنی:
| شب گذشته در عالم رؤیا آن دوتار را به من دادند     |  | شب آخر چهارشنبه بود که اینحالت بر من عارض شد            |
| در عالم خواب مرا شهر به شهر تا خیوه و بخارا بردند |  | پرد از جلو چشمانم برداشته شد و من روی آن گلعذار را دیدم |
| من همچون آن زیباصنم، در هیچ دیاری ندید            |  |                                                         |

جعفر قلی علاوه بر هنر شاعری، که بنا به گفته او هنر اصلی اش است، دوتار را نیز به خوبی می‌نواخته و اشعارش را با آهنگ دوتار زمزمه می‌کرده‌است. جعفرقلی شاید آخرین عارف و شاعر کرد شمال خراسان است که هنوز اشعاری هم سنگ شعرهای او سروده نشده‌است. ۱۱ آهنگ به جعفر قلی منسوب است که خود جعفرقلی آن‌ها را از کسان دیگری دریافته، اما به شیوهٔ خود درآورده است.

## قالب‌های شعر جعفر قلی زنگلی
اغلب اشعار جعفر قلی در بحر رجز سروده شده، بحری که با روح حماسی و سترگ مردم کرد هماهنگ است. علاوه بر این جعفر قلی دیگر قالب‌های شعر فارسی مثل قصیده، مثنوی و به خصوص مسمط را آزموده و در این قالب‌ها طبع آزمایی کرده‌است.

## آثار وی
جعفر قلی بشخصه هیچ وقت شعری را یادداشت نمی‌کرده یا از کسی نمی‌خواسته‌است که شعرهای او را یادداشت کنند به همین دلیل عمده اشعار او نسل به نسل و سینه به سینه نقل شده‌است و معدود افرادی هم بعضی از شعرهای او را یادداشت کرده‌اند تا اینکه در نهایت به کوشش کلیم‌الله توحدی، محقق پیش‌کسوت و نام آشنای فرهنگ و فولکور منطقه خراسان، به خصوص خراسان شمالی این اشعار جمع‌آوری و تصحیح شده‌است و با عنوان دیوان عرفانی جعفر قلی زنگلی ملک شعرای کرمانج منتشر شده‌است.

## نمونه اشعار
شعر معروف دلوه‌رامِن به فارسی: (دلبر من) یکی از معروفترین شعرهای جعفر قلی است که نشان دهنده تبحر او در فن شاعری است این شعر به سه زبان کردی، ترکی و فارسی سروده شده‌است.
| دلوه‌را من، من له ته جاری نظرکر بی ملال     |  | ناترا مجنوون ژه من بیگانه بوو ئه‌غلو که‌مال |
| آق یوزینده خال هندوو، نوکته قویمش ذوالجلال |  | لب لاریندن نیشکر، دامه‌ر نه‌باتو قه‌ندوبال   |
| یک نظر بر من فکن، ای خسرو فرخنده فال       |  |                                           |
| بریی ته قوس قزح، پژانگی ته شر و شوور       |  | لیوی ته لعل بدخشان، سینگی ته‌نالی بلوور    |
| تووه‌ویی حوسنا، پریزادیی، نزانم یا کو حوور  |  | جانمی پروانه تک یا خدین اوته، ای شمع نوور |
| مصریان را کرده شیدا، یوسفی صاحب جمال       |  |                                           |

معنی:
بیت اول (کرمانجی)
| دلبر من، من به تو یکبار نظر کردم بی ملال |  | همچو مجنون ز من، بیگناه شد عقل و کمال |

بیت دوم (ترکی)
| خال هندو بر رخ سیمین تو، نقطه نهاده ذوالجلال |  | ازلبانت نیشکر می‌چکد و نبات و قند و بال |
| یک نظر بر من فکن، ای خسرو فرخنده فال         |  |                                        |

بیت سوم (کرمانجی)
| ابرویت قوس و قزح، مژگان تو پر شر و شور |  | لب تو لعل بدخشان سینه است همچون بلور |

بیت چهارم (مصراع اول کرمانجی/مصراع دوم ترکی)
| تو به این حسن پریزادی، ندانم یا که حور؟ |  | جان من پروانه وار سوختی، الا ای نور شمع |
| مصریان را کرده شیدا، یوسف صاحب جمال     |  |                                         |

## وفات
همان‌طور که تولد جعفرقلی درمیان مه روزگار ناپیداست مرگ و مزار او نیز ناپیداست ولی برخی معتقدند او به حج رفته و دیگر بازنگشته است. اشعار او به خوبی روایتگر زندگی اوست. او به نقاط مختلفی در داخل و خارج کشور سفرداشته‌است و تجارب و آموخته‌هایش در اشعارش نمود یافته‌است.